# رابرت میلز
رابرت میلز (به انگلیسی: Robert Mills) متولد کارولینای جنوبی، معمار آمریکایی قرن هجدهم بود.
یادبود واشنگتن از آثار او بود.
میلز یک عضو فراماسونری بود.